# Реге
Регето [ˈɹɛgeɪ, ˈɹɛgeː, reggae] е музикален стил, възникнал на остров Ямайка в края на 60-те години на 20. век и получил световна известност чрез песните на Боб Марли и „Уейлърс“ през 70-те години. Направлението е резултат от еволюцията на ска и рокстеди (комбинация между соул, бийт и ритмиката на Ямайка). Характерният китарен ритъм е с акцент върху слабите тактови времена, а басът изпълнява ролята на контрапункт.
Регето често се свързва с религиозното движение растафари (раста), което обявява Етиопия за „обетована земя“, а Хайле Селасие – за „жив бог“. Песните са социално-критически послания, обърнати към по-широк кръг проблеми – колониализма, борбата срещу апартейда и др.
Боб Марли (Bob Marley) – ямайски певец, китарист, автор на песни и общественик – е най-популярният изпълнител на реге, който популяризира този жанр извън Ямайка.
В България най-големите лейбъли за реге музика са RootRocket и ZionLionz Sound system. Една от известните рут реге група е Root Souljah.
Новите стилове на Реге са:
- Дъб (Dub)
- Денсхол (Dancehall)
- Рага (Ragga)
- Регетон (Reggaeton)

## История

### Корени
Макар че регето е силно повлияно от африканската народна музика, джаза и ранния ритъм енд блус, то се формира от постепенното развитие на ска и рокстеди в Ямайка от 60-те години на 20. век. Важен фактор за неговото формиране е влиянието на религиозното движение растафари. Барабанисти, като Каунт Оси, създават някои от първите записи на реге, внасяйки в него характерните растафариански ритмични схеми.
Ска възниква в звукозаписните студиа на Ямайка в края на 50-те години, развивайки се от по-ранния стил менто. За ска е характерна бас линията, подчертана от ритъм на китара и/или пиано на офбийт, и ударни, поставящи акцента върху третия бийт, както и със запомнящите се, повлияни от джаза, рифове на валдхорна. Ямайка получава независимост през 1962 година и ска се превръща в предпочитаната музика на местната младеж, търсеща свой национален стил.
Съществуват различни теории за причината ямайските музиканти да забавят ритъма на ска, създавайки рокстеди, включително неспособността на певеца Хоуптън Люис да изпълнява хита „Take It Easy“ в ска темпо. Към 1968 година много музиканти изпълняват ска в новото забавено темпо, като използват по-синкопирани басови схеми и по-малки групи. Новият стил, станал известен като рокстеди, е почти неразличим от регето. Основните различия са фокусирането на текстовете на реге песните върху етническото самосъзнание на чернокожите, растафари и бедността. Някои реге песни имат много по-бавно темпо от обичайното за рокстеди.

### Формиране
Формирането на регето от ска, менто и ритъм енд блус протича през 60-те години на 20. век. Преходът от рокстеди към реге е особено забележим при органовите суингирани ноти, въведени от музиканти като Джаки Миту и Уинстън Райт. Тази нова техника присъства и в преходните песни „Say What You're Saying“ (1967) на Кланси Екълс и „People Funny Boy“ (1968) на Лий Пери. Песента „Long Shot Bus' Me Bet“ (1967) на групата Пайъниърс често е определяна като първият образец на новия ритмичен саунд, станал известен като реге. В началото на 1968 година се появяват и първите същински реге изпълнения – „Nanny Goat“ на Лари Маршал и „No More Heartaches“ на Белтоунс.
Уейлърс – група, основана от Боб Марли, Питър Тош и Бъни Уейлър през 1963 година – се превръщат в най-популярната група, осъществила прехода през трите етапа на ранната ямайска популярна музика — ска, рокстеди и реге. Други по-значими пионери на регето са Принс Бъстър, Дезмънд Декър и Кен Бут. Сред ямайските продуценти, оказали силно влияние върху развитието на ска в рокстеди и реге, са Кокссоун Дод, Лий Пери, Лесли Конг, Дюк Рейд, Джо Гибс и Кинг Тъби.

### Международна популярност
Още през 1968 година песента „Hold Me Tight“ на американеца Джони Наш става първото реге изпълнение, влязло в американските класации. По това време се появяват и първите следи от влияние на регето в рок музиката. Пример за рок песен, с нюанси на реге ритъм, е излязлата през същата 1968 година „Ob-La-Di, Ob-La-Da“ на Бийтълс.
Филмът от 1972 година „The Harder They Come“ с ямайски реге музикант Джими Клиф предизвиква значителен интерес към регето извън границите на Ямайка, а през 1974 година популярната кавър версия на Ерик Клептън на песента на Боб Марли „I Shot the Sheriff“ допринася за навлизането на регето в мейнстрийм културата. В средата на 70-те регето присъства редовно в радиоефира в много страни по света. Този период понякога е определян като Златен век на регето.
През втората половина на 70-те години започва да се формира британската пънк рок сцена и регето оказва значително влияние върху нея. Някои пънк диджеи използват реге песни, а пънк групи включват реге елементи в музиката си. По същото време започва възраждане на същинското реге във Великобритания. То продължава и през 80-те години с групи като Стийл Пулс, Асуад, Ю Би Форти и Мюсикъл Ют. Други реге изпълнители, които имат международен успех в началото на 80-те години са Търд Уърлд, Блек Ухуру и Шугар Майнът. През 1985 година наградите Грами създават отделна награда за най-добър реге албум.

## Характеристики
Стилово, регето включва някои от музикалните елементи на ритъм енд блус (R&B), джаз, африканска и латиноамериканска музика, както и други музикални жанрове. Регето е в темпо 4/4 или суинг. Един от най-лесно разпознаваемите му елементи е нестандартния ритъм, стакато акорди на китара и/или пиано. Хармонично, музиката е по същество същата, като всяка друга музика в модерен популярен жанр, с тенденцията да използва прогресии с прости модални акорди. Използването на повтарящи се ритмични модели и статични модални акорди понякога придават на регето хипнотично въздействие.
Концепцията на „повикване и отговор“ може да се срещне навсякъде — в музиката, в текста, както и в начина, по който отделните части за всеки инструмент са съставени и подредени.

## Инструменти
- Комплект барабани (Drumset)
- Бас китара (E-Bass)
- Електрическа китара (E-Gitarre)
- Клавишни (Keyboard)
- Пеене

също:
- Медни духови музикални инструменти (Blechbläser)
- Ударен музикален инструмент (Perkussion)